# Francis Fergusson
Francis Fergusson (ur. 21 lutego 1904 w Albuquerque, zm. 19 grudnia 1986 w Princeton) – amerykański teatrolog i krytyk teatralny. 

## Życiorys
Studiował na Harvardzie i współpracował z nowojorskim American Laboratory Theater. Był także recenzentem teatralnym, jak również wykładowcą w Bennington College (kierował tu teatrem studenckim w latach 1934-1947) i Uniwersytetu Princeton (1948-1952). W 1949 napisał książkę The Idea of Theater (Princeton University Press), która jest uważana za jedno z najwybitniejszych amerykańskich dzieł z zakresu teatrologii, ukazując m.in. źródła i obrzędowy charakter dramatu europejskiego. W 1953 został profesorem na Uniwersytecie Rutgersa, gdzie wykładał literaturę porównawczą. Pisał utwory poetyckie.

## Dzieła
Wybrane dzieła:
- The Idea of Theater (1949),
- Dante's Dramaof the Mind (1953),
- The Human Image in Dramatic Literature (1957),
- Introduction to Aristotle's Poetics (1961)[1].